# Knox County (Tennessee)
Knox County ist ein County im Bundesstaat Tennessee der Vereinigten Staaten. Das U.S. Census Bureau hat bei der Volkszählung 2020 eine Einwohnerzahl von 478.971 ermittelt. Der Verwaltungssitz (County Seat) ist Knoxville. 

## Geographie
Das County liegt im mittleren Nordosten von Tennessee und hat eine Fläche von 1362 Quadratkilometern, wovon 45 Quadratkilometer Wasserfläche sind. Es grenzt im Uhrzeigersinn an folgende Countys: Union County, Grainger County, Jefferson County, Sevier County, Blount County, Loudon County, Roane County und Anderson County.

## Geschichte
Knox County wurde am 11. Juni 1792 aus Teilen des Greene County und des Hawkins County gebildet. Benannt wurde es nach Henry Knox, einem Befehlshaber der Artillerie in der Kontinentalarmee und erstem Kriegsminister der Vereinigten Staaten.

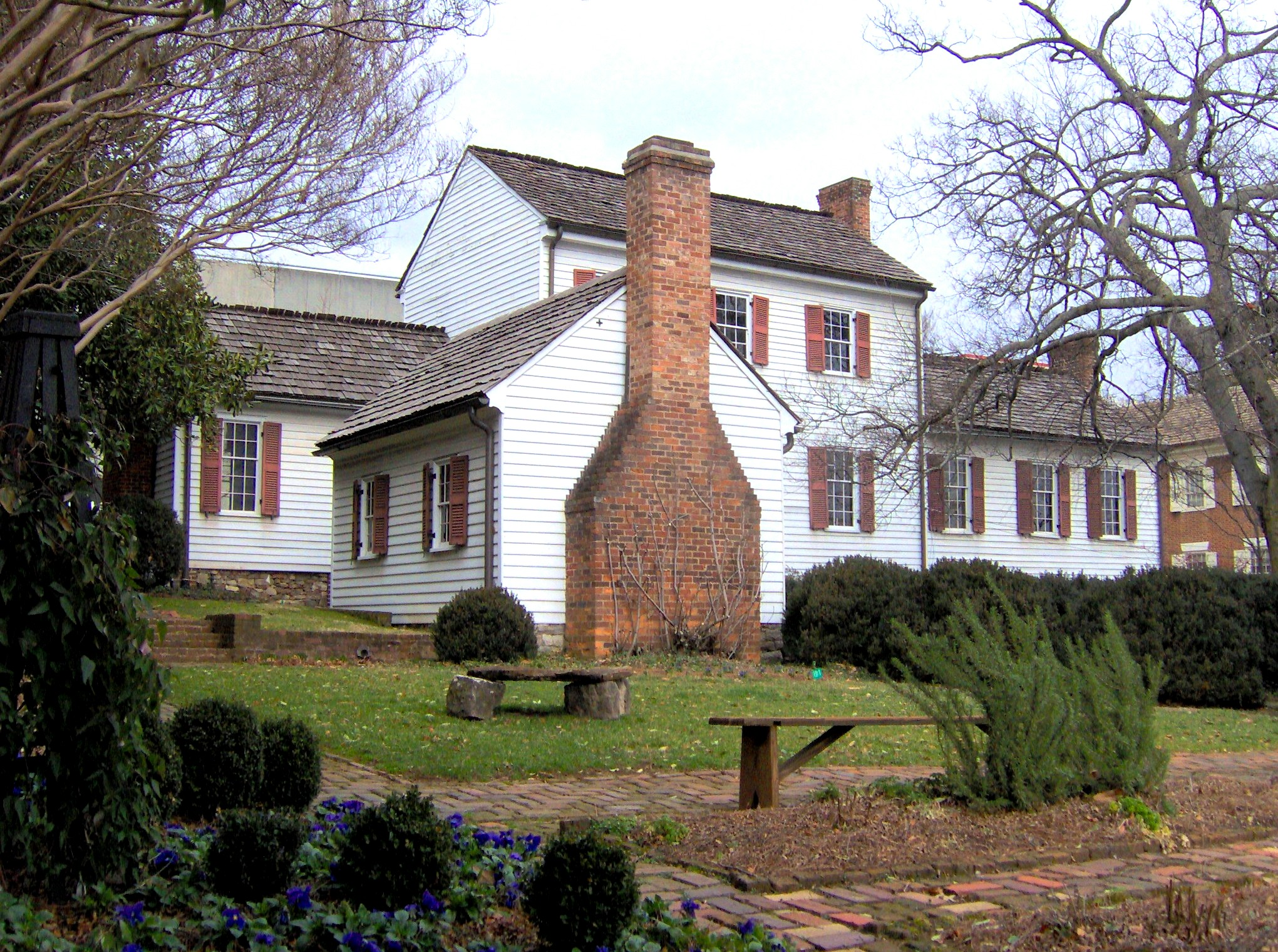
William Blount Mansion (2008)

Ein Ort im County hat den Status einer National Historic Landmark, die William Blount Mansion. 109 Bauwerke und Stätten des Countys sind im National Register of Historic Places (NRHP) eingetragen (Stand 18. August 2018).

## Demografische Daten

Alterspyramide Knox County

Nach der Volkszählung im Jahr 2000 lebten im Knox County 382.032 Menschen in 157.872 Haushalten und 100.722 Familien. Die Bevölkerungsdichte betrug 290 Einwohner pro Quadratkilometer. Ethnisch betrachtet setzte sich die Bevölkerung zusammen aus 88,10 Prozent Weißen, 8,63 Prozent Afroamerikanern, 0,26 Prozent amerikanischen Ureinwohnern, 1,29 Prozent Asiaten, 0,03 Prozent Bewohnern aus dem pazifischen Inselraum und 0,50 Prozent aus anderen ethnischen Gruppen; 1,18 Prozent stammten von zwei oder mehr Ethnien ab. 1,26 Prozent der Bevölkerung waren spanischer oder lateinamerikanischer Abstammung.
Von den 157.872 Haushalten hatten 28,5 Prozent Kinder und Jugendliche unter 18 Jahre, die bei ihnen lebten. 49,8 Prozent waren verheiratete, zusammenlebende Paare, 10,9 Prozent waren allein erziehende Mütter und 36,2 Prozent waren keine Familien. 29,6 Prozent waren Singlehaushalte und in 9,1 Prozent lebten Personen im Alter von 65 Jahren oder darüber. Die Durchschnittshaushaltsgröße betrug 2,34 und die durchschnittliche Haushaltsgröße betrug 2,92 Personen.
22,3 Prozent der Bevölkerung waren unter 18 Jahre alt, 11,6 Prozent zwischen 18 und 24, 30,4 Prozent zwischen 25 und 44, 23,1 Prozent zwischen 45 und 64 und 12,7 Prozent waren älter als 65. Das Durchschnittsalter betrug 36 Jahre. Auf 100 weibliche Personen kamen statistisch 93,5 männliche Personen und auf 100 Frauen im Alter von 18 Jahren und darüber kamen 90,1 Männer.
Das jährliche Durchschnittseinkommen eines Haushalts betrug 37.454 USD, das Durchschnittseinkommen der Familien betrug 49.182 USD. Männer hatten ein Durchschnittseinkommen von 35.755 USD, Frauen 25.140 USD. Das Prokopfeinkommen betrug 21.875 USD. 8,4 Prozent der Familien und 12,6 Prozent der Einwohner lebten unterhalb der Armutsgrenze.